# Spilogona trigonifera
Spilogona trigonifera este o specie de muște din genul Spilogona, familia Muscidae. A fost descrisă pentru prima dată de Zetterstedt în anul 1838. Conform Catalogue of Life specia Spilogona trigonifera nu are subspecii cunoscute.